# Храм Усекновения Главы Иоанна Предтечи в Дьякове
Храм Усекновения Главы Иоанна Предтечи в Дьякове — православный храм в районе Нагатинский Затон города Москвы. Расположен на территории музея-заповедника Коломенское, в бывшем селе Дьякове, на возвышенности правого берега реки Москвы, где в XVI веке располагалась царская резиденция. Единственный, помимо храма Василия Блаженного, сохранившийся многостолпный храм XVI века. Выдающийся памятник русского зодчества.
Относится к Даниловскому благочинию Московской епархии Русской православной церкви.

## Архитектура

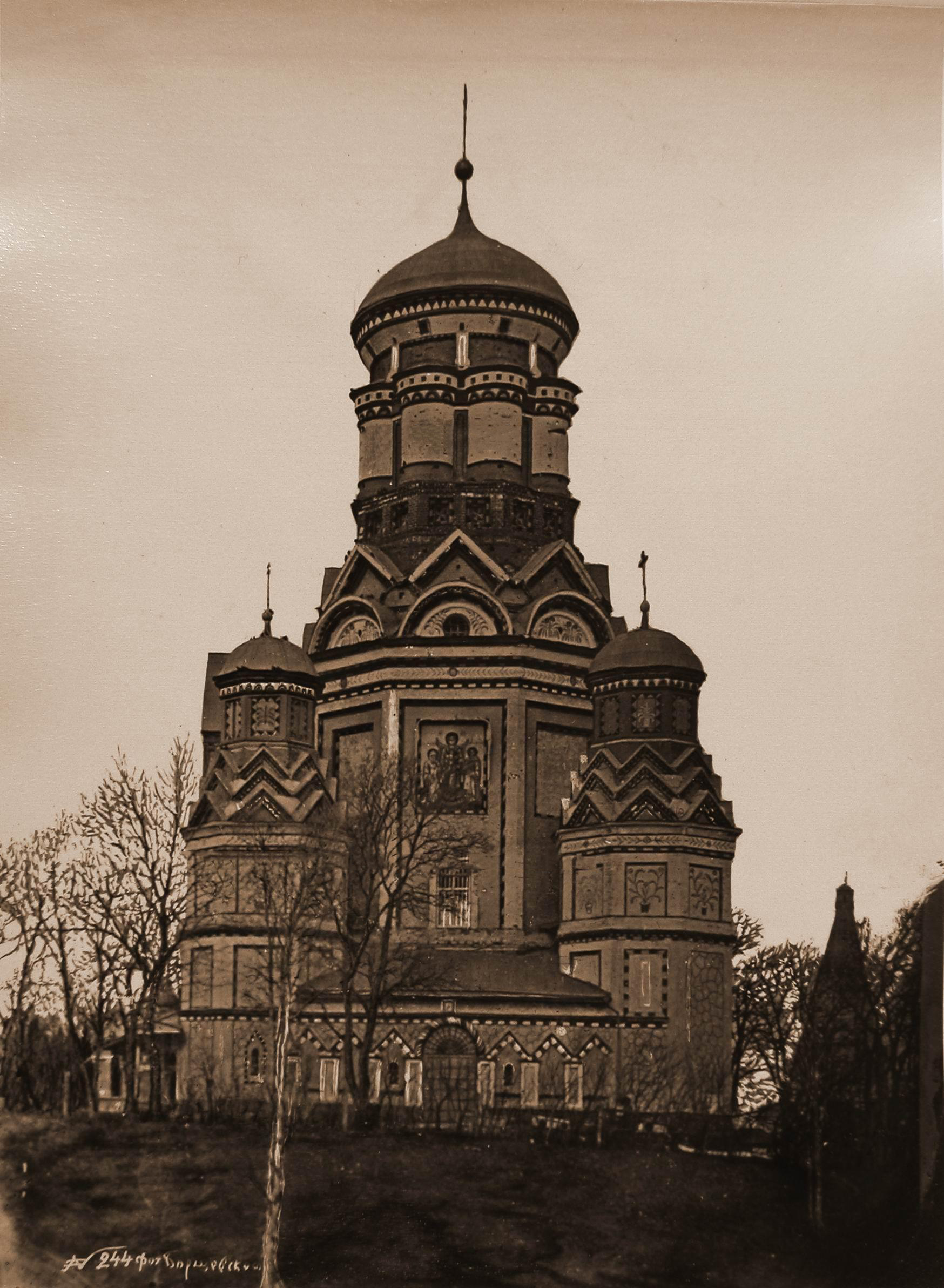
Церковь в начале 1880-х годов

Храм представляет собой симметричную группу из пяти восьмигранных, изолированных друг от друга столпов, обладающих самостоятельными входами и алтарями. Центральный столп, посвящённый Усекновению главы Иоанна Предтечи, по габаритам вдвое больше остальных и выделен с востока алтарной апсидой. Четыре придельных столпа соединены между собой галереями, а одной гранью примыкают к центральной башне. В них были размещены престолы Зачатия праведной Анны, Зачатия Иоанна Предтечи, Двенадцати апостолов и Московских святителей — Петра, Алексия и Ионы.
По центру галереи, между двумя маленькими главками, обращёнными на север, расположена двухпролётная звонница, завершённая щипцом. Ярусы столпов украшены филёнками, а к шлемовидным куполам ведут ряды полукруглых и треугольных кокошников. Верхняя часть центрального столпа имеет ряд особенностей. Над двумя рядами треугольных кокошников возвышается восьмерик, на котором расположен объём из крупных полуцилиндров, увенчанных подобием антаблемента. Над каждым полуцилиндром расположены цилиндры меньшего размера, далее следует невысокий барабан с филёнками, завершающийся шлемовидным куполом. Возможно, его форма ранее была несколько иной.
Большие круглые окна центрального восьмерика ориентированы по сторонам света и прорезают полукруги нижнего ряда кокошников. На той же вертикальной оси помещены порталы галерей, окна и порталы восьмерика и щелевые окна завершения, с трудом различимые между полуцилиндрами. В обрамлении оконных проёмов храма и абрисе верхнего ряда кокошников центрального восьмерика различим мотив вимперга, использованного для наружного декора церкви Вознесения в Коломенском.
Благодаря связующей роли галерей и единству декора, многоярусный храм, состоящий из близко поставленных уменьшающихся кверху восьмериков, воспринимается как мощный монолит с центрическим решением композиции.

## Датировка
Русские искусствоведы обратили на шатровые храмы пристальное внимание после приезда в Москву Виолле-ле-Дюка. Начиная с Фёдора Буслаева, в дьяковской церкви видели первую в русском зодчестве многопридельную столпообразную церковь — композиционного предшественника собора Покрова на Рву. Считается, что он родился на стыке двух эволюционных рядов — собственно шатровых храмов (церковь Вознесения в Коломенском) и столпообразных церквей «иже под колоколы» (колокольня Ивана Великого).

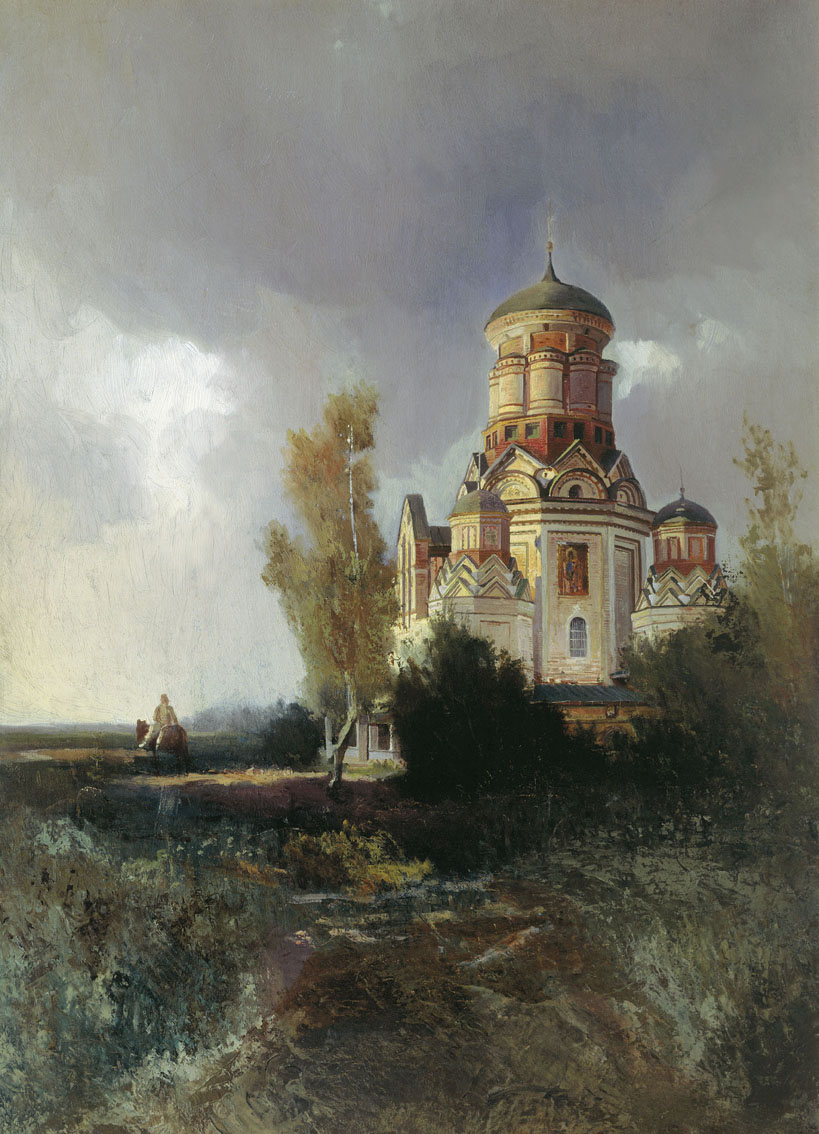
Дьяковская церковь на пейзажном этюде Н. Маковского, 1872

Фёдор Рихтер при реставрации храма в XIX веке обратил внимание на сведения клировой летописи и связал его постройку с зачатием либо рождением в 1530 году долгожданного престолонаследника — будущего Ивана IV. С этим связывалось и посвящение престолов зачатию Иоанна Предтечи и зачатию святой Анны. Посвящение главного престола Иоанну Предтече Фёдор Горностаев связал с намерением Василия III назвать наследника тем же именем, что носил его дед, Иван III.
К. К. Романов в 1925 году поднял вопрос о передатировке церкви, связав строительство обетной церкви с летописным известием о том, что в 1531 году была выстроена церковь Усекновения Главы Иоанна Предтечи в Старом Ваганькове:59. Поскольку в дальнейшем её следы теряются, Вольфганг Кавельмахер предположил, что ваганьковская церковь сгорела во время пожара 1547 года, а её престолы были перенесены во вновь построенный храм в Дьякове.
Надгробные плиты 1534 и 1535 годов, использованные при постройке церкви (и, по-видимому, взятые с близлежащего кладбища), косвенно указывают на то, что она строилась после 1535 года. Александр Некрасов пытался приурочить её возведение к венчанию Ивана IV на царство в 1547 году. М. А. Ильин склонялся к дате 1553-54 годы, считая церковь моленной о рождении наследника, Ивана Ивановича.
Андрей Баталов в 1998 году высказался за то, что дьяковская церковь представляет собой упрощённую реплику Покровского собора и последний — вовсе не усложнение и развитие столпообразной групповой композиции, впервые применённой в Дьякове. По мнению исследователя, вторичные итальянизмы дьяковской церкви не согласуются с художественным языком русской архитектуры конца 1540-х и 1550-х годов со свойственной тому времени тенденцией к намеренной архаизации (соборы Симонова, Авраамиева, Брусенского монастырей, Медведева пустынь).
Согласно Андрею Баталову, жёстко геометризованный декор сближает данный памятник с произведениями придворной школы 1560-х и 1570-х годов, к которым он относит многостолпный Борисоглебский собор в Старице, Сретенский собор Московского кремля, приделы Благовещенского собора и, с известной осторожностью, памятники Александровой слободы, включая Распятскую церковь.

## Храм в XX веке
В 1924—1949 годах храм был закрыт, а с 1949 по 1957 год в нём проходили богослужения. Затем выдающийся памятник архитектуры долгое время оставался заброшенным. Деревня Дьяково вошла в состав Москвы в 1960 году и в 1980-е годы практически прекратила своё существование (несколько имеющихся в настоящее время домов построены уже в 1990-х). Кладбище при церкви было закрыто в 1971 году, а в 1980-м уничтожено. Церковь была вновь освящена в 1992 году, в настоящее время проводятся регулярные богослужения.

## Духовенство
- Настоятель (с 28 декабря 2020 года) — протоиерей Алексий Моисеев[2]
- Игумен Алексий (Иванов).